# Sindrome da acido retinoico
La sindrome da acido retinoico (RAS, dall'acronimo in lingua inglese per retinoic acid syndrome) è una complicanza potenzialmente mortale osservata nei pazienti con leucemia promielocitica acuta, inizialmente ritenuta essere specificatamente correlata al trattamento con tretinoina. Successivamente fu osservata anche in pazienti con la stessa malattia trattati con ossido arsenioso, mentre non è mai stata osservata in pazienti trattati con tretinoina per altre malattie. Tali evidenze supportano l'ipotesi che si tratti di una condizione che dipende dalla presenza di promielociti maligni; questo ha portato a ritenere inadatto il termine sindrome da acido retinoico, quindi sostituito con i termini sindrome da attivazione leucocitaria e sindrome da differenziazione.

## Eziologia
La causa della sindrome non è stata chiarita. Si suppone possa esserci correlazione con la sindrome da aumentata permeabilità capillare conseguente al rilascio di citochine da parte delle cellule mieloidi in differenziazione, oppure da una acquisita capacità delle cellule mieloidi mature di infiltrare organi quali il polmone dovuta alla somministrazione di tretinoina. È stato suggerito che la catepsina G possa avere un ruolo nella patogenesi della sindrome.

## Clinica
Il quadro clinico comprende dispnea, febbre, aumento di peso, ipotensione e la presenza di infiltrati polmonari. Spesso si associa a una leucocitosi.

## Trattamento
La terapia si basa sulla somministrazione di desametasone e, nei casi più gravi, sulla sospensione del trattamento antitumorale basato su ossido arsenioso o tretinoina. Risolta la sindrome, la chemioterapia eventualmente sospesa può essere ripresa.